# Джовинаццо, Кармин
Кармин Доминик Джовинаццо (англ. Carmine Dominick Giovinazzo; родился 24 августа 1973 года в Нью-Йорке) — американский актёр.

## Биография
Джовинаццо родился и вырос в Нью-Йорке, активно занимался спортом в Вагнеровском колледже, мечтал стать профессиональным бейсболистом, но из-за травмы спины вынужден был отказаться от этой мечты. Сначала снимался в короткометражных и независимых фильмах, в 1997 году снялся в эпизодической роли в пилотном эпизоде популярного телесериала «Баффи — истребительница вампиров». Играл роли второго плана в таких фильмах, как «Падение „Чёрного ястреба“», «Ради любви к игре» и «Голливудский поцелуй Билли». В 2002 году снялся в эпизодической роли уличного гонщика в одном из эпизодов сериала «C.S.I.: Место преступления». С 2004 по 2013 годы снимался в спин-оффе этого сериала, «C.S.I.: Место преступления Нью-Йорк», в роли одного из главных героев, детектива Дэнни Мессера.